# سرخرگ‌های پشت‌ساقی
سرخرگ‌های پشت‌ساقی یا شریان‌های سورال (انگلیسی: Sural arteries) دو شاخه بزرگ جانبی و داخلی از سرخرگ‌ها هستند که در ماهیچه‌های دوقلو، نعلی و کف‌پایی توزیع می‌شوند. اصطلاح سرخرگ‌های پشت‌ساقی به هر یک از چهار یا پنج سرخرگ ناشی از سرخرگ پشت‌زانویی (پوپلتئال) گفته می‌شود، با خون‌رسانی به ماهیچه‌[ا و پوشش ساق پا و با آناستوموز در سرخرگ درشت‌نی خلفی و زانویی زیرین میانی و جانبی.